# Mauro Roibal
Mauro Roibal Martinotti (16 dicembre 1971) è un ex giocatore di calcio a 5 uruguaiano.

## Carriera
Con la nazionale maschile di calcio a 5 dell'Uruguay, Roibal ha disputato due campionati mondiali: nel 1996 la selezione sudamericana fu eliminata nel secondo turno nel girone comprendente Brasile, Ucraina e Paesi Bassi; nel 2000 rimase fuori inaspettatamente dalla seconda fase in favore dell'Egitto.